# Weirs Mill Stream
Der Weirs Mill Stream ist ein Nebenarm der Themse bei Oxford, England. Der Weirs Mill Stream trennt sich vom Hauptarm flussaufwärts der Donnigton Bridge. Er fließt in südlicher Richtung im Osten von New Hinksey und mündet in den Hinksey Stream am Nordrand von Kennington.